# Jeremy Pope
Jeremy Pope (Orlando, 9 luglio 1992) è un attore, cantante e ballerino statunitense.

## Biografia
Dopo gli studi all'American Musical and Dramatic Art, Jeremy Pope ha fatto il suo debutto sulle scene a New York nel 2013, nella pièce del drammaturgo e sceneggiatore Premio Oscar Tarell Alvin McCraney Choir Boy. Per la sua interpretazione nel ruolo del protagonista Pharus Jonathan Young, Pope ottenne grandi apprezzamenti da parte di critica e pubblico, vincendo l'AUDELCO Award e ricevendo anche una candidatura al Drama League Award per la migliore interpretazione. Tornò ad interpretare Pharus anche nel tour statunitense del dramma, che toccò Los Angeles ed Atlanta. Dopo aver recitato nuovamente nell'Off Broadway nei musical Invisible Thread (2015) e The View UpStairs (2017), Pope si unì al cast del musical Ain’t Too Proud: The Life and Times of The Temptations in scena a Berkeley; restò nel musical, in cui interpretava Eddie Kendricks, anche durante il resto del rodaggio a Los Angeles, Washington e Toronto.
Nel gennaio 2019 ha fatto il suo debutto a Broadway in Choir Boy, in cui tornò ad interpretare Pharus Jonathan Young con ottime recensioni. Nel marzo dello stesso anno, quattro giorni dopo la fine delle repliche di Choir Boy, tornò a Broadway con Ain't too Proud. Per entrambe le interpretazioni è stato candidato al prestigioso Tony Award nell'edizione 2019 del premio: al Tony Award al miglior attore protagonista in un'opera teatrale per Choir Boy e al Tony Award al miglior attore non protagonista in un musical. Gli unici altri attori ad essere stati candidati in due categorie nel medesimo anno sono stati Amanda Plummer (1982), Dana Ivey (1984), Kate Burton (2002), Jan Maxwell (2010) e Mark Rylance (2014). Nella stessa stagione ha inoltre ricevuto una nomination all'Outer Critics Circle Award per Choir Boy e al Drama League Award per Ain't too Proud, oltre a vincere il Theatre World Award. Nel 2020 fa il suo debutto televisivo nella serie TV di Ryan Murphy Hollywood, in cui interpreta Archie Coleman. Per la sua interpretazione ha ricevuto una candidatura al Premio Emmy per il miglior attore protagonista in una miniserie o film TV.
Nel 2022 ha fatto il suo debutto sulle scene londinesi interpretando Jean-Michel Basquiat nel dramma The Collaboration, opera con cui ha fatto anche il suo ritorno a Broadway nello stesso anno. Sempre nel 2022 ha interpretato il protagonista Ellis nel film The Inspection, per cui ha ricevuto una candidatura al Golden Globe per il miglior attore in un film drammatico.
Pope è dichiaratamente gay.

## Filmografia parziale

### Cinema
- Quella notte a Miami... (One Night in Miami...), regia di Regina King (2020)
- The Inspection, regia di Elegance Bratton (2022)

### Televisione
- Hollywood – miniserie TV, 7 episodi (2020)
- Pose – serie TV, 6 episodi (2021)

## Teatrografia
- Choir Boy di Tarell Alvin McCraney, regia di Trip Cullman. New York City Center Stage II di New York (2013)
- Choir Boy di Tarell Alvin McCraney, regia di Trip Cullman. Alliance Theatre di Atlanta (2013)
- Choir Boy di Tarell Alvin McCraney, regia di Trip Cullman. Geffen Playhouse di Los Angeles (2014)
- Invisible Thread, colonna sonora e libretto di Matt Gould e Griffin Matthews, regia di Diane Paulus. Second Stage Theatre di New York (2015)
- The View UpStairs, colonna sonora e libretto di Max Vernon, regia di Scott Ebersold. Lynn Redgrave Theatre di New York (2017)
- Ain’t Too Proud: The Life and Times of The Temptations, colonna sonora di The Temptations, libretto di Dominique Morisseau, regia di Des McAnuff. Berkeley Rep di Berkeley (2017)
- Ain’t Too Proud: The Life and Times of The Temptations, colonna sonora di The Temptations, libretto di Dominique Morisseau, regia di Des McAnuff. Kennedy Center di Washington, Prince of Wales Theatre di Toronto (2018)
- Choir Boy di Tarell Alvin McCraney, regia di Trip Cullman. Samuel J. Friedman Theatre di Broadway (2019)
- Ain’t Too Proud: The Life and Times of The Temptations, colonna sonora di The Temptations, libretto di Dominique Morisseau, regia di Des McAnuff. Imperial Theatre di Broadway (2018)
- The Collaboration di Anthony McCarten, regia di Kwame Kwei-Armah. Young Vic di Londra, Samuel J. Friedman Theatre di Broadway (2022)

## Riconoscimenti
- Golden Globe
  - 2023 – Candidatura al miglior attore in un film drammatico per The Inspection
- Drama League Award
  - 2013 – Candidatura alla miglior performance per Choir Boy
  - 2019 – Candidatura alla miglior performance per Ain't Too Proud
  - 2023 – Candidatura alla miglior performance per The Collaboration
- Premio Emmy
  - 2020 – Candidatura al miglior attore protagonista in una miniserie o film TV per Hollywood
- Grammy Award
  - 2020 – Candidatura al miglior album di un musical teatrale per Ain't Too Proud
- Outer Critics Circle Award
  - 2019 – Candidatura al miglior attore protagonista in un'opera teatrale per Ain't Too Proud
- Theatre World Award
  - 2019 – Miglior debutto per Choir Boy
- Tony Award
  - 2019 – Candidatura al miglior attore protagonista in un'opera teatrale per Choir Boy
  - 2019 – Candidatura al miglior attore non protagonista in un musical per Ain't Too Proud

## Doppiatori italiani
Nelle versioni in italiano dei suoi film, Jeremy Pope è stato doppiato da:
- Mirko Cannella in Hollywood, Pose
- Gabriele Vender in Quella notte a Miami…